# Mihai Brediceanu
Mihai Brediceanu, né le 14 juin 1920 et mort le 4 mars 2005, est un compositeur, chef d'orchestre et musicologue roumain.

## Biographie
Il est né à Brașov, fils du compositeur Tiberiu Brediceanu et petit-fils de Coriolan Brediceanu. Il étudie le piano au Conservatoire de Brașov et le solfège, la composition et la direction d'orchestre à l'Université nationale de musique de Bucarest. Ses professeurs sont Mihail Jora, Marțian Negrea (ro), Florica Musicescu, Silvia Șerbescu et Ionel Perlea. Il suit également des études supérieures en droit et en mathématiques à l'Université de Bucarest.
De 1959 à 1966, Brediceanu est le directeur général de l'Opéra national de Bucarest ; de 1969 à 1971, le directeur musical de l'Orchestre symphonique de Syracuse (en) à New York et, à partir de 1971, professeur à l'Université de Syracuse. Entre 1978 et 1980, il est directeur général de l'Opéra d'Istanbul et entre 1982 et 1990, directeur général de l'Orchestre philharmonique George Enescu. En 1991, il est nommé à nouveau directeur général de l'Opéra national de Bucarest.
Outre de nombreuses pièces de musique pour le théâtre, Brediceanu a composé une symphonie, quatre danses symphoniques, une suite pour orchestre de chambre, des œuvres chorales, de la musique de chambre et des chansons.
En 2001, il est décoré de l'Ordre de l'Étoile de Roumanie, au rang de Chevalier par le président Ion Iliescu. Brediceanu est citoyen d'honneur de la ville de Lugoj.
Il est marié à l'actrice Dina Cocea. Il est mort à Focșani en 2005 et est enterré à Lugoj.